# Senggchuppa
Senggchuppa är en bergstopp i Schweiz.   Den ligger i distriktet Brig och kantonen Valais, i den södra delen av landet, 100 km söder om huvudstaden Bern. Toppen på Senggchuppa är 3 606 meter över havet.
Terrängen runt Senggchuppa är huvudsakligen mycket bergig. Närmaste större samhälle är Brig, 15,3 km norr om Senggchuppa. 
Trakten runt Senggchuppa består i huvudsak av gräsmarker. Trakten runt Senggchuppa är nära nog obefolkad, med mindre än två invånare per kvadratkilometer.